# Wystawa Światowa w Brukseli w 1958 roku

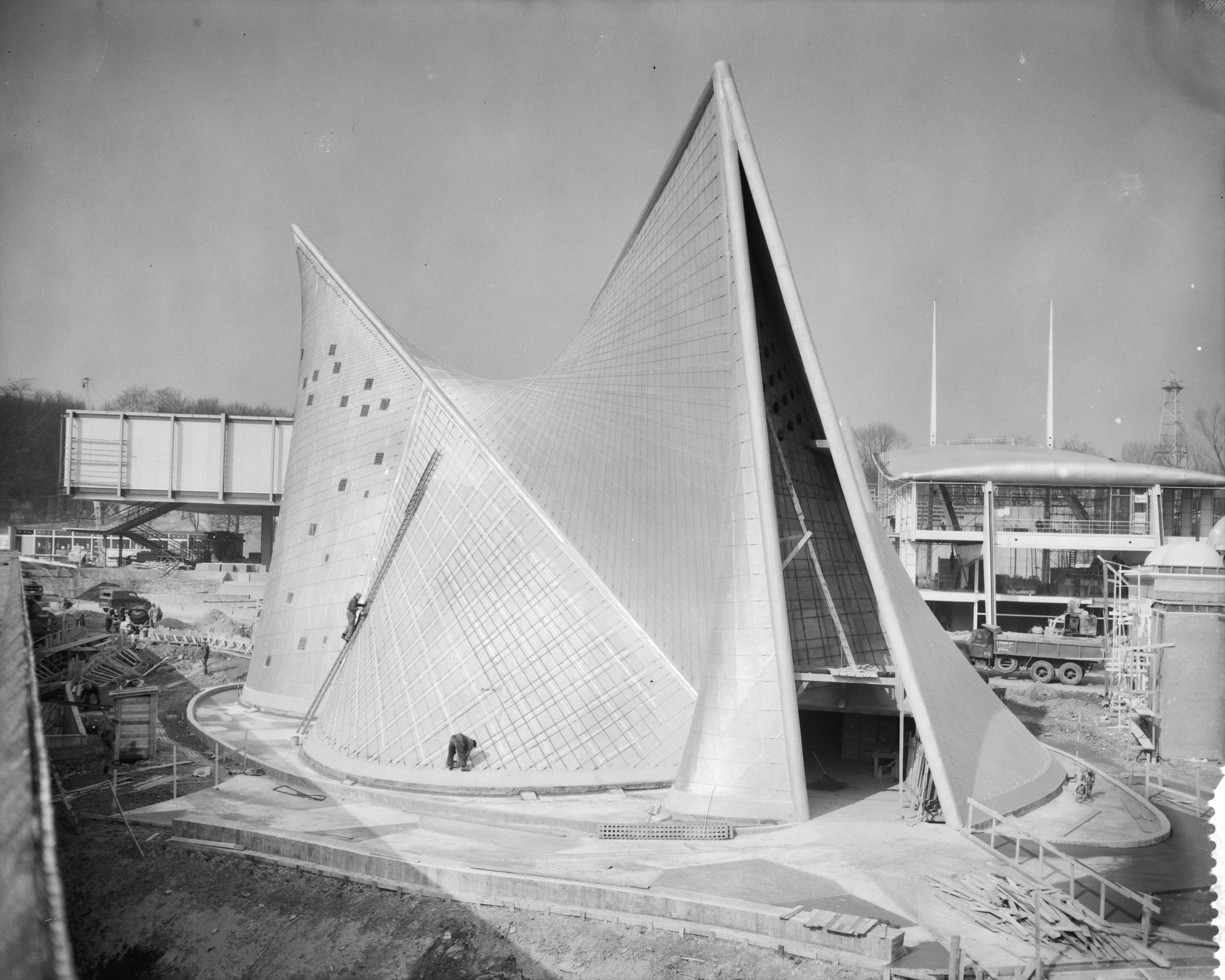
Pawilon Philipsa autorstwa Le Corbusiera

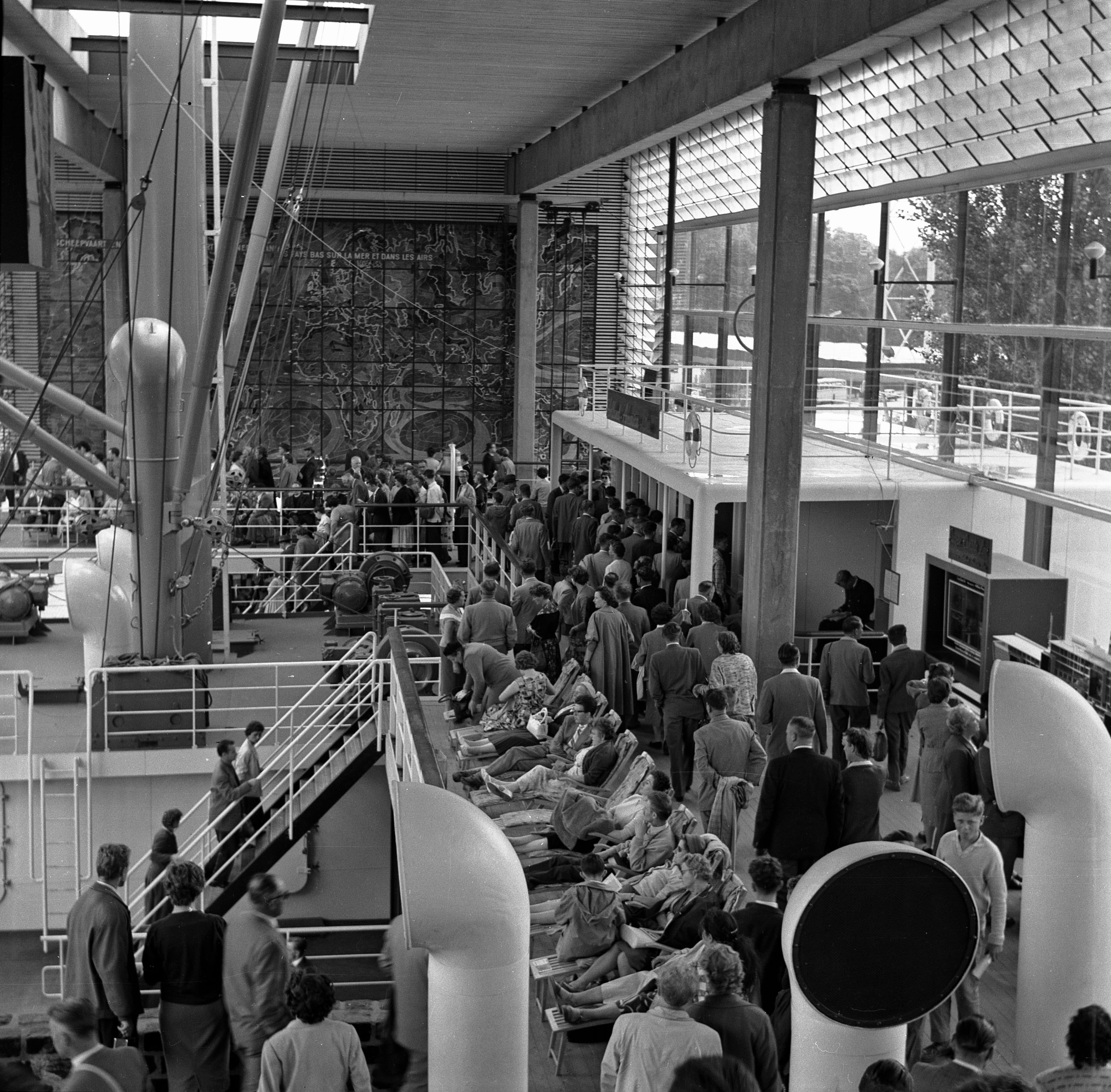
Tłumy zwiedzających w pawilonie holenderskim

Wystawa Światowa w Brukseli w 1958 roku (hol. Brusselse Wereldtentoonstelling, fr. Exposition Universelle et Internationale de Bruxelles) – jedna z wystaw światowych (ang. EXPO), która odbyła się w dniach 17 kwietnia-19 października 1958 roku na przedmieściach Brukseli (w dzielnicy Laeken) w Belgii. Wystawa pozostawiła po sobie budowlę-pamiątkę, obecnie jeden z głównych symboli Brukseli – Atomium. 
Konkurs na pawilon polski na Wystawę Światową w Brukseli wygrał projekt stworzony przez Jerzego Sołtana o nazwie BX 58. Jednak, ze względu na przemiany polityczne w Polsce, zlecono przeprojektowanie go na wariant bardziej oszczędnościowy, który otrzymał nazwę BRU 58. Ostatecznie jednak Polska nie wzięła w ogóle udziału w tej Wystawie. Pierwotnie zagospodarowaniu pawilonu polskiego miała podlegać działka o powierzchni ok. 10000 m².

## Dane liczbowe

### Budowa i przygotowanie
Na przygotowanie EXPO zużyto 60 milionów roboczogodzin. Pod budowę usunięto milion metrów sześciennych gruntu i zużyto 27 678 590 kilogramów materiałów budowlanych. Przy budowie pawilonów zatrudniono 20 tys. pracowników. 500 ogrodników dbało każdej nocy o odpowiedni wygląd parków, skwerów i trawników.

### Odwiedzający
W sumie Expo tego roku odwiedziło 41 454 412 ludzi, w tym trzydzieści milionów pawilony USA i ZSRR oraz piętnaście milionów pawilon Stolicy Apostolskiej. Rekordem była liczba 713 644 odwiedzających w ciągu jednego dnia. Zanotowano 31 000 przypadków różnych chorób wśród odwiedzających. Wstęp kosztował 200 franków belgijskich, a statystyczna rodzina wydała podczas odwiedzin EXPO 2260 franków.
Podczas imprezy zgubiło się (i zostało odnalezionych) przeszło 2000 dzieci. Najstarszy odwiedzający miał 105 lat. 27 osób próbowało popełnić samobójstwo, 8 dzieci urodziło się na terenach i w trakcie trwania wystawy, 5 osób zmarło.

### Obsługa
Imprezę obsługiwało łącznie 70 restauracji, w których serwowano średnio dwadzieścia tysięcy posiłków każdego dnia trwania wystawy. Rekordem było 52 000 półkwart (pint) piwa rozlanych w ciągu jednego dnia, w jednej tylko z kawiarni na terenie wystawy.
Relacje z Expo na bieżąco przekazywało 2000 dziennikarzy z całego świata akredytowanych przez organizatorów. Gościom pomagało 280 hostess.

### Logistyka
Wystawa była również ogromną operacją logistyczną. Zanotowano 1,7 miliona samochodów parkujących na przygotowanych parkingach. W tym sto tysięcy zmotoryzowanych niepełnosprawnych na specjalnych wózkach trójkołowych, 200 000 obozujących na kempingu Vilvordia oraz 40 tys. autobusów, które przywoziły odwiedzających przez wszystkie dni trwania imprezy. Na parkingi przeznaczono w sumie 111 hektarów terenów.